# Eredivisie 1968/69
Het seizoen 1968/1969 van de Nederlandse Eredivisie voetbal was het dertiende seizoen waarin onder de KNVB-vlag een professionele Eredivisie werd gevoetbald.
Feijenoord won voor de vierde keer de Eredivisie en behaalde zodoende haar negende landskampioenschap. Aangezien Feijenoord dit seizoen ook de KNVB beker won heeft Feijenoord met het landskampioenschap voor de tweede keer in haar clubgeschiedenis de dubbel voltooid. Met haar eerdere dubbel in het seizoen 1964/65 werd Feijenoord de eerste Nederlandse voetbalclub die meerdere malen de dubbel won. Fortuna SC degradeerde rechtstreeks en Volendam degradeerde door verlies in de nacompetitie.

## Teams
| Club          | Plaats     | Accommodatie       | Capaciteit | Trainer                                                    |
| ------------- | ---------- | ------------------ | ---------- | ---------------------------------------------------------- |
| ADO           | Den Haag   | Zuiderparkstadion  | 29.000     | Ernst Happel                                               |
| Ajax          | Amsterdam  | De Meer            | 29.500     | Rinus Michels                                              |
| AZ '67        | Alkmaar    | Alkmaarderhout     | 20.000     | Wim Blokland (tot juni 1969) Klaas Molenaar (nacompetitie) |
| DOS           | Utrecht    | Galgenwaard        | 23.000     | Friedrich Donenfeld                                        |
| DWS           | Amsterdam  | Olympisch Stadion  | 65.000     | Leslie Talbot                                              |
| FC Twente '65 | Enschede   | Het Diekman        | 25.000     | Kees Rijvers                                               |
| Feijenoord    | Rotterdam  | Stadion Feijenoord | 65.000     | Ben Peeters                                                |
| Fortuna SC    | Geleen     | Mauritsstadion     | 27.000     | Frans Debruijn                                             |
| Go Ahead      | Deventer   | Vetkampstraat      | 20.000     | František Fadrhonc                                         |
| GVAV          | Groningen  | Oosterpark         | 17.500     | Ludwig Veg                                                 |
| Holland Sport | Den Haag   | Houtrust           | 25.000     | Cor van der Hart                                           |
| MVV           | Maastricht | Geusselt           | 18.000     | Jung Schlangen                                             |
| NAC           | Breda      | Beatrixstraat      | 18.000     | Leo Canjels                                                |
| N.E.C.        | Nijmegen   | Goffertstadion     | 29.000     | Jan Remmers                                                |
| PSV           | Eindhoven  | Philips Stadion    | 17.500     | Kurt Linder                                                |
| Sparta        | Rotterdam  | Het Kasteel        | 32.000     | Wiel Coerver                                               |
| Volendam      | Volendam   | Julianaweg         | 15.000     | Ron Dellow                                                 |
| Telstar       | Velsen     | Schoonenberg       | 18.000     | Piet de Visser                                             |

## Eindstand
| pos | club          | gs | w  | g  | v  | pnt | dv | dt | ds  |
| --- | ------------- | -- | -- | -- | -- | --- | -- | -- | --- |
| 1.  | Feijenoord    | 34 | 26 | 5  | 3  | 57  | 73 | 21 | 52  |
| 2.  | Ajax          | 34 | 25 | 4  | 5  | 54  | 90 | 34 | 56  |
| 3.  | FC Twente '65 | 34 | 21 | 5  | 8  | 47  | 69 | 38 | 31  |
| 4.  | Go Ahead      | 34 | 19 | 7  | 8  | 45  | 63 | 34 | 29  |
| 5.  | PSV           | 34 | 17 | 10 | 7  | 44  | 54 | 36 | 18  |
| 6.  | ADO           | 34 | 12 | 13 | 9  | 37  | 45 | 37 | 8   |
| 7.  | NAC           | 34 | 10 | 15 | 9  | 35  | 50 | 48 | 2   |
| 8.  | Sparta        | 34 | 11 | 12 | 11 | 34  | 45 | 33 | 12  |
| 9.  | DWS           | 34 | 13 | 8  | 13 | 34  | 42 | 41 | 1   |
| 10. | Holland Sport | 34 | 12 | 9  | 13 | 33  | 32 | 45 | -13 |
| 11. | GVAV          | 34 | 8  | 12 | 14 | 28  | 32 | 48 | -16 |
| 12. | N.E.C.        | 34 | 9  | 9  | 16 | 27  | 29 | 38 | -9  |
| 13. | MVV           | 34 | 7  | 12 | 15 | 26  | 34 | 46 | -12 |
| 14. | Telstar       | 34 | 7  | 10 | 17 | 24  | 33 | 65 | -32 |
| 15. | AZ '67¹       | 34 | 5  | 13 | 16 | 23  | 27 | 53 | -26 |
| 16. | DOS¹          | 34 | 7  | 9  | 18 | 23  | 37 | 74 | -37 |
| 17. | Volendam¹     | 34 | 6  | 11 | 17 | 23  | 24 | 45 | -21 |
| 18. | Fortuna SC    | 34 | 3  | 12 | 19 | 18  | 18 | 61 | -43 |

### Legenda
| Kleur | Kwalificatie voor                            |
| ----- | -------------------------------------------- |
|       | Landskampioen, Europacup I                   |
|       | Jaarbeursstedenbeker                         |
|       | Speelt Intertoto Cup in de zomer             |
|       | Verliezend finalist KNVB Beker, Europacup II |
|       | Degradatie naar de Eerste divisie            |

#### Beslissingswedstrijden
¹ Om handhaving in de eredivisie speelden de nummers 15 AZ '67, DOS en Volendam (allen 23 punten behaald) een degradatiecompetitie. De verliezer van deze competitie zou degraderen naar de eerste divisie. Als er twee of meer clubs onderaan zouden eindigen, was het doelgemiddelde van de reguliere competitie bepalend. Dat van DOS was daarin het slechtst en dat van Volendam het best. Alle wedstrijden werden op neutraal terrein (De Meer) gespeeld.
| Datum + plaats                                                                        | Wedstrijd         | Uitslag       | Scoreverloop                                                             |
| ------------------------------------------------------------------------------------- | ----------------- | ------------- | ------------------------------------------------------------------------ |
| 7 juni 1969, Amsterdam, De Meer 16.000 toeschouwers Scheidsrechter: Henk van der Veer | AZ '67 – DOS      | 1 – 1 (1 – 0) | 40' Bob van Rijssel 1–0, 60' Henk Tijm (e.d.) 1–1                        |
| 11 juni 1969, Amsterdam, De Meer 15.000 toeschouwers Scheidsrechter: Wim Schalks      | Volendam – AZ '67 | 0 – 0         |                                                                          |
| 15 juni 1969, Amsterdam, De Meer 18.000 toeschouwers Scheidsrechter: Arie van Gemert  | DOS – Volendam    | 2 – 1 (0 – 0) | 69' Jan Mühren 0–1, 77' George in 't Veld 1–1, 78' George in 't Veld 2–1 |

##### Eindstand
| pos | club     | gs | w | g | v | pnt | dv | dt | ds |
| --- | -------- | -- | - | - | - | --- | -- | -- | -- |
| 1.  | DOS      | 2  | 1 | 1 | 0 | 3   | 2  | 1  | 1  |
| 2.  | AZ '67   | 2  | 0 | 2 | 0 | 2   | 1  | 1  | 0  |
| 3.  | Volendam | 2  | 0 | 1 | 1 | 1   | 1  | 2  | -1 |

### Uitslagen
| Thuis (beneden) / Uit (rechts) | ADO   | AJA   | AZ    | DOS   | DWS   | FEIJ  | FOR   | GOA   | GVA   | HOL   | MVV   | NAC   | NEC   | PSV   | SPA   | TEL   | TWE   | VOL   |
| ------------------------------ | ----- | ----- | ----- | ----- | ----- | ----- | ----- | ----- | ----- | ----- | ----- | ----- | ----- | ----- | ----- | ----- | ----- | ----- |
| ADO                            |       | 2 – 5 | 2 – 0 | 1 – 3 | 2 – 0 | 2 – 3 | 4 – 0 | 1 – 1 | 3 – 2 | 2 – 1 | 1 – 0 | 1 – 1 | 3 – 0 | 0 – 0 | 0 – 0 | 2 – 2 | 1 – 3 | 4 – 0 |
| Ajax                           | 1 – 0 |       | 4 – 0 | 7 – 0 | 3 – 2 | 0 – 1 | 2 – 0 | 4 – 3 | 6 – 0 | 2 – 2 | 2 – 1 | 8 – 1 | 2 – 1 | 1 – 2 | 2 – 1 | 9 – 2 | 2 – 0 | 2 – 0 |
| AZ '67                         | 1 – 1 | 0 – 3 |       | 2 – 3 | 0 – 0 | 1 – 1 | 1 – 1 | 0 – 0 | 1 – 1 | 2 – 0 | 4 – 1 | 2 – 0 | 3 – 0 | 2 – 0 | 1 – 1 | 0 – 0 | 1 – 2 | 0 – 0 |
| DOS                            | 1 – 1 | 1 – 1 | 1 – 1 |       | 3 – 2 | 0 – 3 | 1 – 2 | 0 – 4 | 1 – 0 | 4 – 1 | 2 – 2 | 3 – 3 | 0 – 0 | 1 – 1 | 0 – 3 | 2 – 0 | 0 – 5 | 0 – 0 |
| DWS                            | 0 – 0 | 2 – 1 | 2 – 0 | 1 – 0 |       | 0 – 1 | 1 – 0 | 4 – 2 | 2 – 0 | 2 – 1 | 2 – 0 | 2 – 0 | 4 – 0 | 1 – 2 | 0 – 0 | 0 – 0 | 1 – 3 | 2 – 1 |
| Feijenoord                     | 1 – 1 | 1 – 1 | 2 – 0 | 2 – 0 | 3 – 0 |       | 5 – 0 | 4 – 0 | 3 – 0 | 6 – 0 | 4 – 1 | 2 – 1 | 1 – 0 | 2 – 0 | 2 – 1 | 4 – 1 | 3 – 0 | 1 – 0 |
| Fortuna SC                     | 0 – 0 | 0 – 1 | 3 – 0 | 1 – 3 | 0 – 0 | 0 – 0 |       | 1 – 1 | 0 – 0 | 0 – 0 | 0 – 0 | 0 – 0 | 1 – 1 | 1 – 3 | 0 – 2 | 3 – 0 | 1 – 4 | 1 – 1 |
| Go Ahead                       | 2 – 1 | 2 – 1 | 5 – 0 | 7 – 0 | 2 – 1 | 3 – 1 | 2 – 0 |       | 3 – 0 | 0 – 0 | 2 – 1 | 3 – 1 | 1 – 0 | 1 – 1 | 2 – 1 | 3 – 0 | 4 – 0 | 1 – 0 |
| GVAV                           | 1 – 0 | 1 – 2 | 0 – 0 | 3 – 0 | 2 – 2 | 1 – 2 | 0 – 0 | 1 – 1 |       | 1 – 0 | 3 – 0 | 4 – 2 | 0 – 0 | 3 – 0 | 3 – 1 | 1 – 0 | 2 – 4 | 0 – 0 |
| Holland Sport                  | 1 – 3 | 0 – 3 | 3 – 0 | 1 – 1 | 2 – 1 | 1 – 0 | 3 – 0 | 1 – 0 | 4 – 1 |       | 0 – 0 | 0 – 0 | 1 – 0 | 0 – 0 | 1 – 1 | 2 – 0 | 0 – 0 | 2 – 1 |
| MVV                            | 1 – 2 | 2 – 2 | 1 – 0 | 4 – 0 | 1 – 1 | 2 – 3 | 1 – 0 | 0 – 2 | 0 – 0 | 3 – 0 |       | 1 – 2 | 0 – 0 | 2 – 4 | 0 – 0 | 3 – 0 | 2 – 1 | 1 – 0 |
| NAC                            | 0 – 1 | 0 – 2 | 6 – 0 | 1 – 0 | 1 – 1 | 3 – 1 | 5 – 1 | 1 – 1 | 2 – 1 | 2 – 0 | 0 – 0 |       | 2 – 0 | 2 – 2 | 1 – 0 | 4 – 4 | 0 – 0 | 3 – 0 |
| N.E.C.                         | 0 – 1 | 1 – 2 | 1 – 1 | 2 – 1 | 2 – 1 | 0 – 1 | 4 – 0 | 1 – 0 | 2 – 0 | 0 – 1 | 1 – 0 | 1 – 1 |       | 1 – 1 | 0 – 1 | 3 – 1 | 2 – 0 | 0 – 0 |
| PSV                            | 2 – 0 | 0 – 1 | 2 – 1 | 3 – 1 | 2 – 1 | 0 – 3 | 2 – 0 | 0 – 1 | 0 – 0 | 4 – 0 | 2 – 1 | 2 – 0 | 3 – 1 |       | 1 – 1 | 2 – 0 | 1 – 1 | 4 – 2 |
| Sparta                         | 2 – 2 | 0 – 1 | 3 – 1 | 2 – 1 | 3 – 0 | 0 – 1 | 5 – 0 | 3 – 0 | 0 – 0 | 3 – 0 | 1 – 1 | 3 – 3 | 0 – 3 | 2 – 3 |       | 2 – 0 | 0 – 0 | 1 – 1 |
| Telstar                        | 1 – 1 | 1 – 4 | 1 – 1 | 2 – 1 | 0 – 2 | 0 – 0 | 3 – 1 | 1 – 0 | 1 – 1 | 1 – 3 | 1 – 1 | 1 – 1 | 1 – 0 | 0 – 3 | 0 – 1 |       | 4 – 2 | 2 – 0 |
| FC Twente '65                  | 2 – 0 | 5 – 1 | 1 – 0 | 3 – 2 | 4 – 1 | 0 – 1 | 3 – 0 | 4 – 1 | 4 – 0 | 2 – 0 | 3 – 0 | 1 – 1 | 4 – 2 | 2 – 1 | 2 – 1 | 2 – 1 |       | 1 – 0 |
| Volendam                       | 0 – 0 | 0 – 2 | 2 – 1 | 3 – 1 | 0 – 1 | 2 – 5 | 3 – 1 | 0 – 3 | 2 – 0 | 0 – 1 | 1 – 1 | 0 – 0 | 0 – 0 | 1 – 1 | 1 – 0 | 1 – 2 | 2 – 1 |       |

## Topscorers
| #   | Naam               | Club          | Goal |
| --- | ------------------ | ------------- | ---- |
| 01. | Dick van Dijk      | FC Twente '65 | 30   |
| 01. | Ove Kindvall       | Feijenoord    | 30   |
| 03. | Johan Cruijff      | Ajax          | 24   |
| 04. | Lex Schoenmaker    | ADO           | 18   |
| 05. | Nico Mares         | PSV           | 17   |
| 06. | Wietse Veenstra    | Go Ahead      | 15   |
| 06. | Rob Rensenbrink    | DWS           | 15   |
| 08. | Willem van Hanegem | Feijenoord    | 14   |
| 09. | Jan Klijnjan       | Sparta        | 13   |
| 09. | Sjaak Swart        | Ajax          | 13   |
| 09. | Hans Venneker      | Sparta        | 13   |
| 09. | Theo Pahlplatz     | FC Twente '65 | 13   |